# Castillo de Nogales
El castillo de Nogales es una fortaleza medieval construida en el siglo XV y situada en la localidad de Nogales, en Badajoz (España). Está construido sobre un pequeño cerro, lo que permite que se puedan observar desde la torre del homenaje las tierras ubicadas a varios kilómetros a la redonda.

## Historia
La villa de Nogales fue incorporada al señorío de Feria en 1395 tras su compra por Gómez I Suárez de Figueroa, primer señor de Feria. A mediados del siglo XV comenzó la repoblación de la localidad y también la construcción del castillo para proteger a sus habitantes.
Sobre la puerta de la torre del homenaje se encuentran un escudo de la familia Figueroa y otro de la familia Manuel, además de una inscripción en la que se indica que la fortaleza fue construida por orden de Lorenzo Suárez de Figueroa, hijo de Gómez Suárez de Figueroa en 1458.
Sobre la puerta del recinto amurallado se encuentran otros dos escudos, uno de los Figueroa-Manuel y otro de la familia Osorio y Rojas. Estos escudos fueron colocados en 1464 por Gómez Suárez de Figueroa, hijo de Lorenzo Suárez de Figueroa.
El uso militar del edificio se mantuvo en el tiempo y fue utilizado durante los enfrentamientos mantenidos con franceses y portugueses. Pese a que no ha llegado a estar en estado de ruina, el paso del tiempo y el abandono deterioraron el inmueble hasta que la Junta de Extremadura decidió restaurarlo a finales del siglo XX.

## Características
La fortaleza presenta una esbelta torre del homenaje rodeada por una muralla, ambas de planta cuadrada.
La torre del homenaje, de 13 metros de lado y 35 de altura, está realizada con mampostería a excepción de los ángulos, que están realizados con sillería de piedra de la zona. Cuenta con pequeños vanos practicados en sus gruesos muros, rematados con piezas de estilo gótico en piedra labrada. Posee tres plantas en su interior cubiertas cada una de ellas con una bóveda de crucería. La parte superior de los muros está rematada con cornisas de ladrillo sobre las que se encuentra el almenaje de la torre, desaparecido en su mayor parte.
El muro perimetral de la fortificación está realizado con mampostería y cuenta con torreones cilíndricos en sus esquinas, estando todos los elementos almenados y rematados, al igual que la torre del homenaje, con una cornisa de ladrillo a la altura del adarve. Los muros cuentan con pequeños vanos a modo de saeteras y una única puerta a la que se tenía acceso a través de un puente levadizo que permitía atravesar el foso que rodeaba al castillo, hoy desaparecido.